# Martin Hengel
Martin Hengel (Reutlingen, 14 de dezembro de 1926 – Tubinga, 2 de julho de 2009) foi um historiador alemão da religião, com foco no "Período do Segundo Templo" ou "Período Helenístico" do Judaísmo e Cristianismo primitivos.

## Biografia
Hengel nasceu em Reutlingen, ao sul de Stuttgart, em 1926 e cresceu na vizinha Aalen. Em 1943, ele foi recrutado como um estudante de 17 anos para a Wehrmacht e serviu em uma bateria antiaérea na Frente Ocidental. Em 1945, após uma das batalhas finais da Segunda Guerra Mundial, ele jogou fora suas armas e uniforme e voltou da França para casa, concluindo seus estudos em 1946. No final de 1947, Hengel iniciou seus estudos teológicos em Tübingen, mudando-se para o Universidade de Heidelbergem 1949. Em 1951, ele se qualificou como ministro da paróquia luterano, mas em 1954 seu pai expressou sua oposição a isso e insistiu que ele se juntasse à 'Hengella', a empresa têxtil da família em Aalen, que fabrica roupas íntimas e lingerie femininas.
Isso causou uma luta de dez anos para Hengel, que tinha que estudar quando podia com base em seu horário de trabalho. A pressão sobre sua saúde levou a um colapso sério. Mais tarde, ele se referiu a esses dez anos como "anos perdidos" e deu a impressão de quase ter um complexo de inferioridade em relação à quantidade de estudos que fora forçado a perder. No entanto, ele permaneceu como diretor da empresa até sua morte. Em agosto de 1957 ele se casou com Marianne Kistler.
Por um curto período, ele também lecionou em uma faculdade de teologia e serviu como assistente do professor Otto Michel em Tübingen, mas isso terminou em 1957, quando ele foi enviado para administrar uma fábrica em Leicester por vários anos. Ele continuou a trabalhar em sua tese de doutorado nas horas vagas. Hengel se formou em 1959 com um PhD. Ele concluiu seu trabalho de pós-graduação em sua tese de Habilitação, um requisito para o ensino acadêmico, na Universidade de Tübingen em 1967. Sua tese tratava do Judaísmo e do Helenismo. Ele foi professor da Universidade de Erlangen desde 1968. Em 1972, Hengel voltou a Tübingen para suceder ao Professor Michel.

Reconhecido como um dos maiores estudiosos da teologia de seu tempo, Martin Hengel concentrou grande parte de seus estudos no Novo Testamento, bem como em outros escritos teológicos do cristianismo primitivo. Hengel se especializou no período inicial do Judaísmo Rabínico, incluindo o Cristianismo primitivo e as origens do Cristianismo. Ao longo de seus escritos, Hengel reconhece abertamente os desafios envolvidos no desenvolvimento de uma história completa do cristianismo primitivo. Devido ao fato de que as fontes disponíveis aos estudiosos são frequentemente encontradas sobrevivendo em fragmentos, como resultado, "a dispersão das fontes corrompe nosso conhecimento de grandes áreas do mundo antigo". Em seu artigo "Elevando a barra: uma proposta ousada para o futuro da bolsa evangélica do Novo Testamento", Hengel, portanto, desafia os estudiosos a mergulhar em pesquisas bíblicas mais extensas para garantir a compreensão adequada dos textos que estão sendo estabelecidos. A cristologia de Hengel se esforçou para compartilhar uma iluminação precisa de quem Jesus era e o que ele fazia e buscava, bem como a noção de que 'o cristianismo emergiu completamente de dentro do judaísmo'. Após sua experiência como soldado na Segunda Guerra Mundial, Hengel disse:
"Quanto a esses erros específicos que afetaram meu próprio país, hoje pode-se dizer que entre as percepções mais importantes de nosso campo de estudo desde a Segunda Guerra Mundial está o reconhecimento de como o cristianismo primitivo está profundamente enraizado no judaísmo como seu solo nativo. Isso implica que o estudo do Judaísmo pré-cristão do período helenístico como um todo, ou seja, a partir do quarto século AEC, deve ser incluído em nosso campo de estudo. Aqui, os estudiosos do Antigo e do Novo Testamento devem trabalhar de mãos dadas."
Hengel não apenas desejava que os estudiosos "trabalhassem lado a lado", mas também era conhecido por apoiar estudiosos de todas as origens. Em 1992 ele foi professor emérito de Novo Testamento e Judaísmo na Universidade de Tübingen. Este período do Judaísmo inclui o Cristianismo primitivo e o campo conhecido como Origens Cristãs. Muito trabalho acadêmico está sendo feito atualmente em torno da interseção do Helenismo, Judaísmo, Paganismo e Cristianismo e as maneiras em que esses termos são potencialmente problemáticos para a era do Segundo Templo. Esse trabalho das últimas duas ou três décadas segue 50 anos de trabalho de Hengel, que reconceituou a abordagem acadêmica do período em obras como Judentum und Hellenismus e outros estudiosos.
Dentro de seus estudos do Judaísmo Rabínico e as origens do Cristianismo, Hengel explorou a dicotomia percebida entre o Judaísmo e o Helenismo. Em seu estudo Judentum und Hellenismus, ele documentou que a designação do apóstolo Paulo exclusivamente como judeu ou helenístico é um mal-entendido. Hengel argumenta em seus escritos que, apesar da controvertida retórica de Paulo, os estudiosos, junto com as comunidades judaica e cristã, devem reconhecer o valor histórico das epístolas de Paulo e do relato de Lucas sobre a vida de Paulo nos Atos dos Apóstolos. Hengel reconhece a importância dessa consciência por causa da visão multifacetada fornecida sobre a Era do Segundo Templo e o Judaísmo Helenístico do primeiro século nesses textos.
Uma grande parte da pesquisa de Martin Hengel sobre o livro canônico, os Atos dos Apóstolos, concentra-se no tempo em que Paulo passa entre seu tempo em Damasco e Antioquia, cunhando esses anos como "os anos desconhecidos". Entre Atos e as cartas de Paulo, Hengel, entre outros estudiosos, tenta reunir a extensão da obra missionária do apóstolo Paulo. Hengel destaca Paulo como um "apóstolo para todas as nações" (Rm 11,13) em todas as suas interpretações. Ele também destaca o milagre da preservação das cartas de Paulo e reconhece, em correlação com o livro de Atos (que colocou as cartas dentro de um contexto histórico), recebemos o "núcleo de uma forma bastante nova de escrita teológica no cristianismo primitivo … E, portanto, também para o cânon do Novo Testamento".
Ele considerou o relato tradicional de que o Evangelho de Marcos foi escrito pelo intérprete de Pedro como essencialmente crível.
Seu Instituto de Judaísmo Antigo e Religião Helenística atraiu estudiosos de todo o mundo, incluindo Israel, e a Fundação Philip Melanchthon, que ele fundou, trouxe jovens estudiosos para perto do mundo da Grécia e Roma antigas.
Ele recebeu doutorados honorários das universidades de Uppsala, St Andrews, Cambridge, Durham, Strasbourg e Dublin. Ele era um membro correspondente da Academia Britânica e da Royal Netherlands Academy of Arts and Sciences. Hengel morreu aos 82 anos em Tübingen, e deixou sua esposa, Marianne.

## Trabalhos
- Die Zeloten. Untersuchungen zur jüdischen Freiheitsbewegung in der Zeit von Herodes I. bis 70 n. Chr. o. O. 1959, DNB 480080445 (Dissertation Universität Tübingen, Evangelische Theologie-Fakultät, 1959, VI, 328 Seiten, 256 gezeichnete Blätter, 4), AGJU 1. Brill, Leiden u. a. 1961, 2., verbesserte und erweiterte Auflage 1976, ISBN 90-04-04327-6, 3., durchgesehene und ergänzte Auflage, herausgegeben von Roland Deines und Claus-Jürgen Thornton (= Wissenschaftliche Untersuchungen zum Neuen Testament, Band 283), Mohr Siebeck 2011, ISBN 978-3-16-150776-2 (Dissertation 1959, XXII, 573 Seiten, 24 cm).
- Zur urchristlichen Geschichtsschreibung. Calwer-Paperback. Calwer Verl., Stuttgart 1962, 2., durchges. u. erg. Aufl. 1984, ISBN 3-7668-0743-9.
- Judentum und Hellenismus: Studien zu ihrer Begegnung unter besonderen Berücksichtigung Palästinas bis zur Mitte des 2. Jahrhunderts vor Christus. Tübingen 1967, DNB 482297077 (Habilitation an der Universität Tübingen, Evangelische Theologie 25. Januar 1967, XI, 431 Seiten, LVIII, 217 gezeichnete Blätter, 4 Maschinenschrift). WUNT 10. Mohr, Tübingen 1969, 3., durchgesehene Auflage 1988, ISBN 3-16-145271-2 (grundlegende Studie)
- Nachfolge und Charisma. Eine exegetisch-religionsgeschichtliche Studie zu Mt 8,21 f. und Jesu Ruf in die Nachfolge. BZNW 34. Töpelmann, Berlin 1968
- War Jesus Revolutionär? Calwer Hefte 110. Calwer Verl., Stuttgart 1970, 4. Aufl. 1973
- Eigentum und Reichtum in der frühen Kirche. Aspekte einer frühchristlichen Sozialgeschichte. Calwer Paperback. Calwer Verl., Stuttgart 1973, ISBN 3-7668-0430-8
- Christus und die Macht. Die Macht Christi und die Ohnmacht der Christen. Zur Problematik einer „Politischen Theologie“ in der Geschichte der Kirche. Calwer Paperback. Calwer Verl., Stuttgart 1974, ISBN 3-7668-0442-1
- Der Sohn Gottes. Die Entstehung der Christologie und die jüdisch-hellenistische Religionsgeschichte. Mohr, Tübingen 1975, 2., durchges. u. erg. Aufl. 1977, ISBN 3-16-139451-8
- Juden, Griechen und Barbaren. Aspekte der Hellenisierung des Judentums in vorchristlicher Zeit. Stuttgarter Bibelstudien 76. Verl. Kath. Bibelwerk, Stuttgart 1976, ISBN 3-460-03761-X
- Die Evangelienüberschriften. Sitzungsberichte der Heidelberger Akademie der Wissenschaften, Philosophisch-Historische Klasse 1984,3. Winter, Heidelberg 1984, ISBN 3-533-03614-6
- (Hrsg., zus. mit Anna Maria Schwemer:) Königsherrschaft Gottes und himmlischer Kult. Im Judentum, Urchristentum und in der hellenistischen Welt. WUNT 55. Mohr, Tübingen 1991, ISBN 3-16-145667-X
- (Hrsg.:) Paulus und das antike Judentum. Tübingen-Durham-Symposium im Gedenken an den 50. Todestag Adolf Schlatters (19. Mai 1938). WUNT 58. Mohr, Tübingen 1991, ISBN 3-16-145795-1
- Die johanneische Frage. Ein Lösungsversuch. Mit einem Beitrag zur Apokalypse von Jörg Frey. WUNT 67. Mohr, Tübingen 1993, ISBN 3-16-145836-2
- (Hrsg.:) Die Septuaginta zwischen Judentum und Christentum. WUNT 72. Mohr, Tübingen 1994, ISBN 3-16-146173-8
- (Hrsg.:) Schriftauslegung im antiken Judentum und im Urchristentum. WUNT 73. Mohr, Tübingen 1994, ISBN 3-16-146172-X
- Kleine Schriften. 7 Bde. Mohr Siebeck, Tübingen.
  - Bd. 1: Judaica et Hellenistica. Unter Mitarbeit von Roland Deines u. a. Mit einem Anhang von Hanswulf Bloedhorn. 2000, ISBN 3-16-146588-1
  - Bd. 2: Judaica, Hellenistica et Christiana. 2002, ISBN 3-16-146847-3
  - Bd. 3: Paulus und Jakobus. 2002, ISBN 3-16-147710-3
  - Bd. 4: Studien zur Christologie. 2006, ISBN 3-16-149196-3
  - Bd. 5: Jesus und die Evangelien. 2007, 2. Aufl. 2016, ISBN 978-3-16-154499-6
  - Bd. 6: Studien zum Urchristentum. 2008, ISBN 978-3-16-149509-0
  - Bd. 7: Theologische, historische und biographische Skizzen. 2010, ISBN 978-3-16-150201-9
- mit Anna Maria Schwemer: Paulus zwischen Damaskus und Antiochien. Die unbekannten Jahre des Apostels. Mit einem Beitr. von Ernst Axel Knauf. WUNT 108. Mohr Siebeck, Tübingen (1998) 2000, ISBN 3-16-147469-4
- mit Anna Maria Schwemer: Der messianische Anspruch Jesu und die Anfänge der Christologie. Vier Studien. WUNT 138. Mohr Siebeck, Tübingen 2001, ISBN 3-16-147980-7
- Der unterschätzte Petrus. Zwei Studien. Mohr Siebeck, Tübingen 2006, ISBN 3-16-148895-4
- mit Anna Maria Schwemer: Jesus und das Judentum (Geschichte des frühen Christentums, Bd. 1). Mohr Siebeck, Tübingen 2007.
- Die vier Evangelien und das eine Evangelium von Jesus Christus. Studien zu ihrer Sammlung und Entstehung. WUNT 224. Mohr Siebeck, Tübingen 2008, ISBN 978-3-16-149663-9
- Peter Kuhn (Hrsg.): Gespräch über Jesus. Papst Benedikt XVI. im Dialog mit Martin Hengel und Peter Stuhlmacher. Mohr Siebeck, Tübingen 2010 ISBN 978-3-16-150441-9
- Claus-Jürgen Thornton (Hrsg.): Theologische, historische und biographische Skizzen. mit einer Würdigung und einem vollständigen Schriftenverzeichnis von Jörg Frey (= Kleine Schriften, VII). Mohr Siebeck, Tübingen 2010 ISBN 978-3-16-150201-9